# Hovedstadens Beredskab
Hovedstadens Beredskab er Danmarks største kommunale beredskab, idet det dækker de otte kommuner Albertslund, Brøndby, Dragør, Frederiksberg, Glostrup, Hvidovre, København og Rødovre, som sammenlagt har knap 1 million indbyggere. 
Beredskabet blev oprettet 1. januar 2016 ved sammenlægning af de otte ejerkommuneres hidtidige beredskaber. 
Det driver 11 brandstationer (Christianshavn, Fælledvej, Tomsgården, Vesterbro, Østerbro, Hovedbrandstationen, Frederiksberg, Hvidovre, Glostrup, Store Magleby og Dragør) samt to bådberedskaber. Samlet beskæftiger organisationen 900 ansatte og frivillige og har en flåde på 80 køretøjer. Det årlige budget er på omkring 500 millioner kroner.

## Galleri
- Hovedbrandstationen i København Bag Rådhuset nr. 3
- Sprøjte M102 fra Fælledvej brandstation. Sprøjten er bygget på et Volvo FL chassis, af Rosenbauer. Der blev leveret 14 af disse imellem 2018 og 2022.
- Dronebil fra Hovedstadens Beredskab ved Hovedbrandstationen